# Michel Darbellay
Michel Darbellay, né le 21 août 1934 à Orsières et mort à Martigny le 11 juin 2014, est un alpiniste, guide de haute montagne et organisateur d'expéditions suisse, surtout connu pour avoir réalisé la première ascension en solitaire de la face nord de l'Eiger en août 1963.

## Biographie
Michel est le fils de Paul Darbellay (1901-1969), d’Orsières, instituteur, qui a aussi été député au Grand Conseil valaisan, et de Jeanne (1906-2003), née Rausis, d’Orsières elle aussi, qui ont eu huit enfants, Michel étant le quatrième de la fratrie. Il fréquente la montagne dès son plus jeune âge en compagnie de son père et de ses frères. De l'âge de quinze ans et jusqu'à vingt-deux ans, il pratique un alpinisme classique avant de tenter des ascensions de grande envergure. Alpiniste d'une extrême rapidité, Darbellay devient guide de haute montagne et moniteur de ski à Verbier. Il est l'auteur de nombreuses premières dans le val Ferret telles que la face nord de la pointe Volluz ou la face nord du mont Grépillon. On peut y ajouter la dent, monolithe granitique très raide, que constitue le Petit Clocher du Portalet, au-dessus de Champex, sur lequel il ouvre deux voies d’une grande difficulté : en 1962, il ouvre avec son frère Daniel la voie qui porte leur nom : puis en 1967, il ouvre avec un ami la voie qui s'appelle dès lors l'Esprit de Clocher.
Il a quatre frères : Jacques Darbellay, l'aîné, écrivain et enseignant, ainsi que Laurent, Alphonse et Daniel Darbellay, tous trois guides de haute montagne ; il a aussi trois soeurs : Madeleine, Christiane et Marie-Jeanne.
Au matin de son départ pour son ascension en solitaire de l'Eiger, il dit à sa mère, afin de ne pas l'effrayer, qu'il part « chercher des abricots ». Le 4 août 1963, lors de son retour à Orsières, au lendemain de sa victoire sur la face nord de l'Eiger, qui constitue une première, les autorités communales l'attendent sur la place du village et lui donnent une réception « chaleureuse », à laquelle il ne s'attendait pas.
Jacques Darbellay, dans le récit d'une soixantaine de pages qui donne son titre à son livre Le Grand Capucin, évoque à la fois la simplicité et l'audace de son frère Michel, en précisant « parti d'un fait vécu, je n'ai pas cru devoir en rajouter » : « Le goût de la difficulté est sain ; il grandit » et « La montagne est une voie vers la simplicité. Elle permet à l'alpiniste d'entreprendre, en même temps que la conquête d'une cime, la découverte et la connaissance de lui-même ».

## Ascensions
- 1952 - Dalle de L'Amône (val Ferret), voie Darbellay (TD-, 5c obligatoire), avec son frère Daniel.
- 1962 - Petit Clocher du Portalet (val Ferret), voie Darbellay (ABO+, 6c obligatoire), avec son frère Daniel.
- 1963 - Eiger, face nord, première en solitaire (par la voie Heckmair), les 2 et 3 août[14].
- 1967 - Petit Clocher du Portalet, voie Esprit de Clocher (ED+, 6b obligatoire), avec L. Frotte.
- 1967 - Piz Badile, première hivernale, avec Paolo Armando, Camille Bournissen, Gianni Calcagno, Alessandro Gogna, Daniel Troillet.
- 1970 - La Barme (monolithe à l'ouest de Verbier), face sud, voie La Diagonale, longueurs 1 et 2 (TD-, 5c obligatoire), avec Ami Giroud.

## Expéditions
- 1964 - Himalaya
- 1965 - Kilimandjaro
- 1965 - Kenya
- 1967 - Groenland
- 1968 - Mont McKinley